# Altenhundem
Altenhundem ist ein Ortsteil, der zentrale Ort und das Verwaltungszentrum von Lennestadt im Kreis Olpe des Landes Nordrhein-Westfalen. Altenhundem zählte zum 30. Juni 2020 insgesamt 4281 Einwohner und ist damit der größte von 43 Ortsteilen der mit der Gebietsreform zum 1. Juli 1969 gebildeten Stadt Lennestadt. Die Einwohneranteile der Senioren und der Ausländer liegen mit 21,7 % bzw. 12,3 % über den Durchschnittswerten des Stadtgebiets. Altenhundem ist ein typischer Eisenbahnerort.

## Geografie
Der Ort liegt im Sauerland dort, wo das Tal der Hundem auf das Lennetal trifft. Da die beiden Täler sehr eng sind, zieht sich die Bebauung größtenteils an den Hängen der Täler hin, zumal der Talgrund des Hundemtales im Ortsgebiet von ausgedehnten, allerdings heute zum größten Teil stillgelegten Bahnanlagen eingenommen wird.
Lenneaufwärts liegen die Lennestädter Stadtteile Kickenbach, Langenei und Saalhausen, lenneabwärts liegen die Stadtteile Meggen und Grevenbrück. Im Hundemtal grenzt der Ort an die Gemeinde Kirchhundem. Über einen kleinen Pass in der Nähe der Hohen Bracht gelangt man in den Stadtteil Bilstein.

## Geschichte

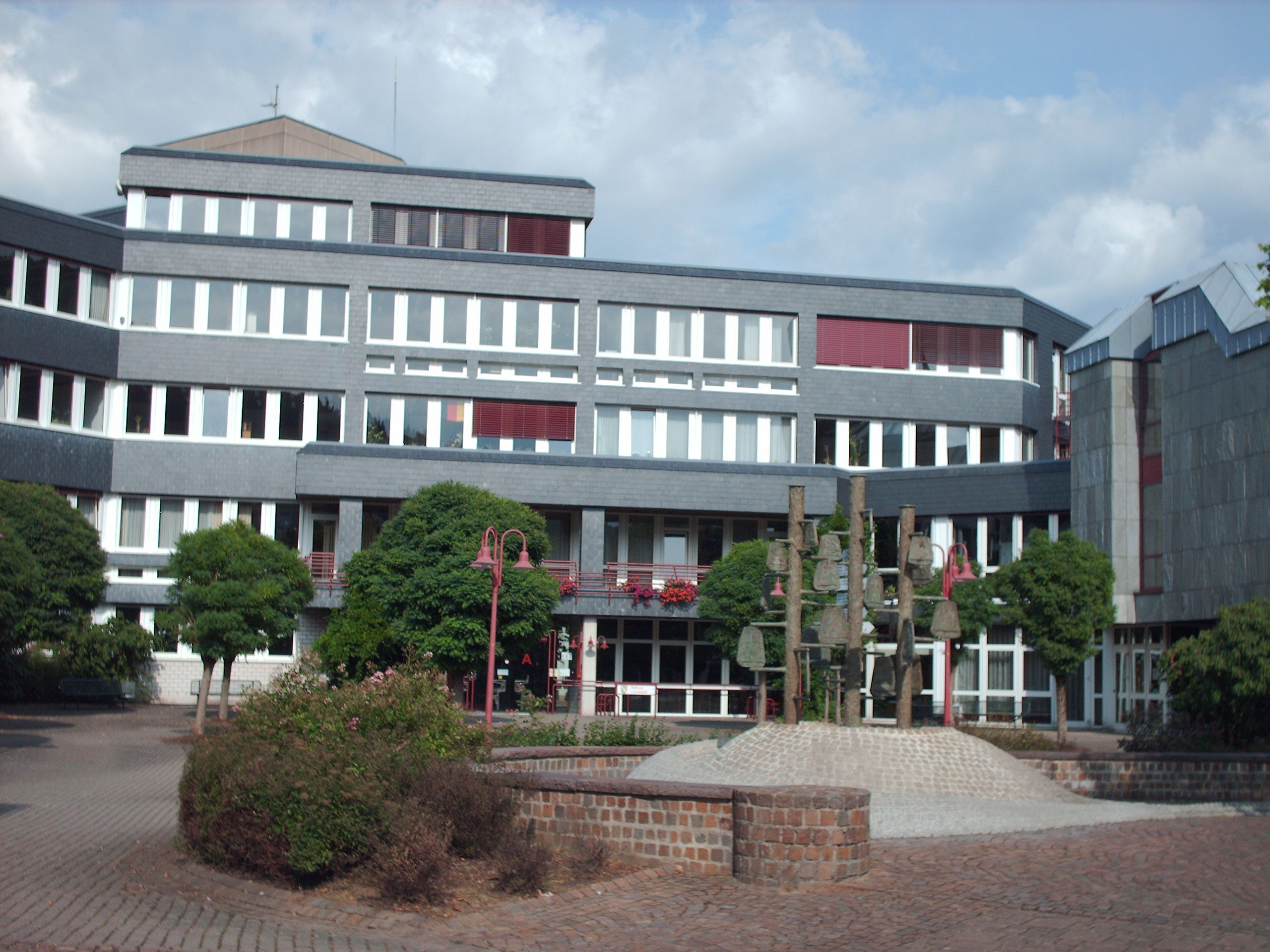
Rathaus von Lennestadt

Die erste schriftliche Erwähnung Altenhundems befindet sich in einer Urkunde aus dem Jahr 1379 des Graf von Spee’schen Archivs Schloss Ahausen, in der ein „Henneken Pystes Son von Altenhundeme“ erwähnt ist. Der Ortsname beruht auf dem Gewässernamen Hundem. Eine Bezugnahme auf das germanische „hunda“ für „schwellend“ führt zu dem möglichen Namensinhalt „schwellender Bach“. Das dem Ortsnamen vorangestellte „Alten-“ dürfte darauf hindeuten, dass es sich im Vergleich zu Kirchhundem und Oberhundem um die älteste der drei Siedlungen handelt.
Frühe Anhaltspunkte über die Größe des Ortes ergeben sich aus einem Schatzungsregister (diente der Erhebung von Steuern) aus dem Jahr 1543. Demnach gab es in „Alten Hundeman“ seinerzeit 25 Steuerpflichtige, deren Anzahl in etwa mit der Zahl der vorhandenen Häuser übereingestimmt hat. Altenhundem dürfte um 1530 bis 1540 damit etwa 150 Einwohner gehabt haben. In den folgenden 300 – 400 Jahren ist die Bevölkerung nur mäßig gewachsen. Dies lag an der hohen Kindersterblichkeit, todbringenden Krankheiten wie insbesondere der Pest und auch an dem kargen Nahrungsangebot bzw. Erträgen der Landwirtschaft.
Ein gewisser Strukturwandel im bisher landwirtschaftlich geprägten Ort zeichnete sich gegen Ende des 18. Jahrhunderts ab. Im Jahr 1783 erhielten die Gebrüder Berg die bergamtliche Erlaubnis, an der Hundem zwischen Altenhundem und Kirchhundem zwei Stabeisenhämmer anzulegen. Die Ära der Hammerwerke in Altenhundem endete nach mehrfachem Betreiberwechsel in der Wirtschaftskrise im Jahr 1931.
Mit der Säkularisation im Jahr 1803 fiel das ehemals zum kurkölnischen Amt Bilstein gehörende Altenhundem zunächst mit dem Herzogtum Westfalen an den Großherzog von Hessen–Darmstadt, der es aber 1816 zusammen mit dem Herzogtum Westfalen an den König von Preußen abtreten musste. Das Herzogtum Westfalen wurde in die 1815 geschaffene Provinz Westfalen eingegliedert, diese ging 1946 in das Land Nordrhein-Westfalen ein.
In den 1840er Jahren erfolgten der Ausbau der Lennetal-Straße von Altena über Grevenbrück, Altenhundem, Welschen Ennest bis Krombach und die Inbetriebnahme der Provinzialstraße von Altenhundem nach Schmallenberg.
In wirtschaftlicher Hinsicht war im Jahre 1861 die Eröffnung der ersten Eisenbahnstrecke im Sauerland, der sogenannten Ruhr-Sieg-Strecke von Hagen über Altenhundem nach Siegen, von besonderer Bedeutung. 1887 folgte die Eröffnung der Nebenbahn lenneaufwärts nach Schmallenberg, 1914 der Strecke nach Erndtebrück. Altenhundem war damit zu einem bedeutenden Bahnknotenpunkt geworden. Im Jahr 1899 waren bei der Bahnhofstation, der Güterabfertigung und der Betriebswerkstätte bereits insgesamt 302 Männer beschäftigt. Die Einwohnerzahl von Altenhundem insgesamt stellte sich im Jahr 1899 auf 2055 und war damit innerhalb von 40 Jahren um 1400 gestiegen. Der Ausbau des Bahnhofs Altenhundem mit der Errichtung eines Lokschuppens, eines Lokstandes mit Drehscheibe und einer Betriebswerkstatt war im Jahr 1927 abgeschlossen. Die Ära des „Eisenbahnerdorfes“ endete im Jahr 1965 mit der Schließung des Bahnbetriebswerkes. Hauptursache war die Elektrifizierung der Ruhr-Sieg-Strecke und damit das Ende der Dampflokzeit.
Der Bau einer öffentlichen Ortswasserleitung erfolgte im Jahr 1895; angeschlossen wurden 155 Häuser mit 1450 Einwohnern. Die Versorgung Altenhundems mit Licht- und Kraftstrom sowie einer elektrischen Straßenbeleuchtung konnte 1901 realisiert werden, In den Jahren 1928/29 wurden umfangreiche Straßenbauarbeiten für die Haus- und Straßenentwässerung durchgeführt.
Die Zuwanderungen, aber auch die Belange der Unternehmen und der Facharbeiter erforderten einen Ausbau des Schulwesens. Im Jahr 1911 wurde in Altenhundem eine Rektoratschule eingerichtet, die allerdings erst ab 1921 auch Mädchen aufnahm. Diese Schulform bereitete auf den Besuch des Gymnasiums (seinerzeit in Olpe bzw. Attendorn), einen kaufmännischen Beruf oder eine Tätigkeit in der Verwaltung vor.
Zum 15. Oktober 1913 zählte Altenhundem 2930 Einwohner, davon war ein Anteil von 3,1 % 65 Jahre und älter. Dagegen betrug der Anteil der Rentner zum 30. Juni 2010 18,8 % und war damit wesentlich höher.

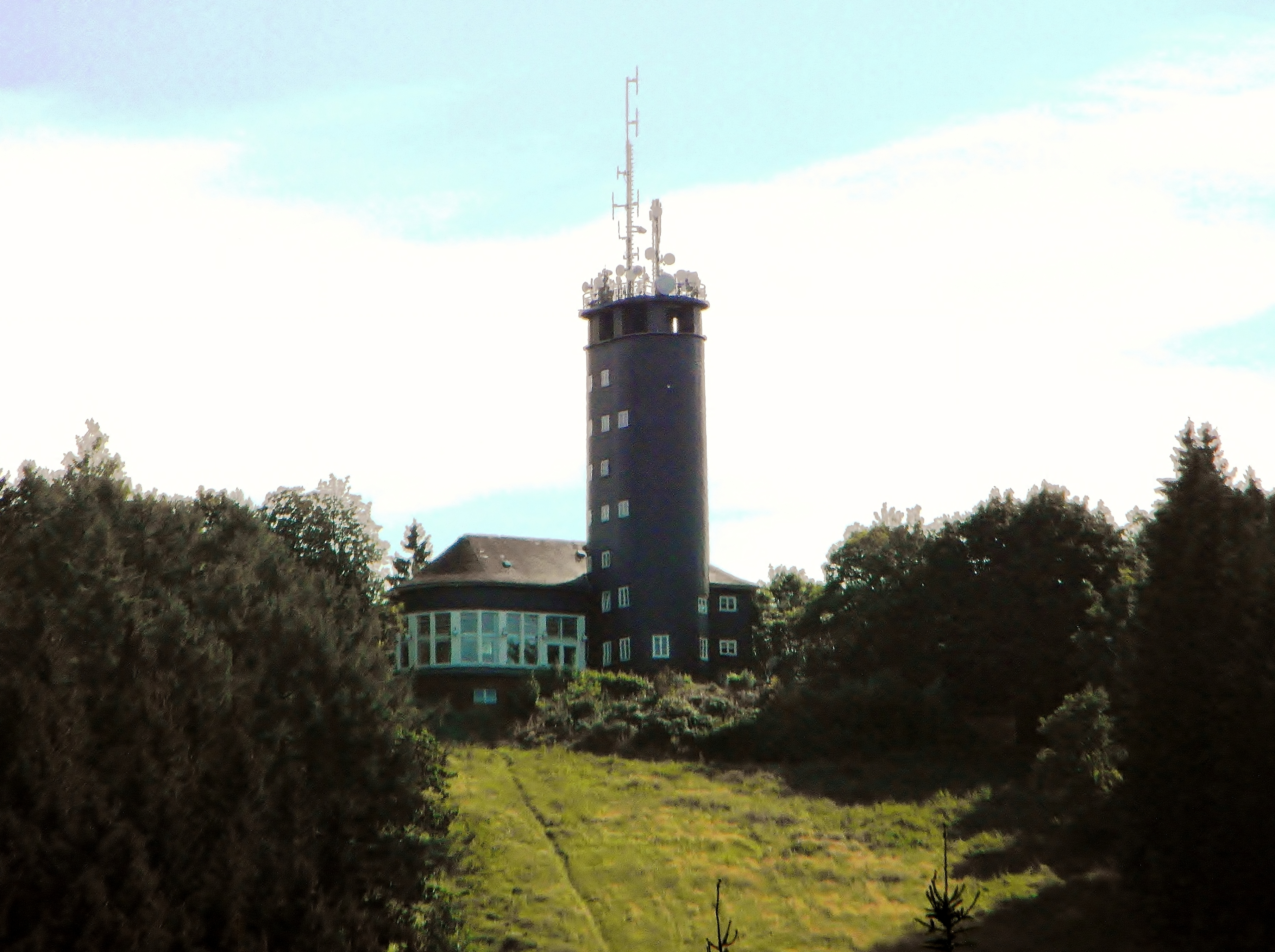
Aussichtsturm Hohe Bracht (errichtet 1929/30)

Für den Tourismus in Altenhundem und Umgebung war die Errichtung des Aussichtsturms auf der Hohen Bracht in den Jahren 1929/30 von großer Bedeutung. Die Eröffnungsfeier am 12. Oktober 1930 war die erste Außenübertragung des Westdeutschen Rundfunks. Die Hohe Bracht ist das Ziel vieler Wanderer und wegen ihrer Höhenlage auch für den Wintersport geeignet.
Neben der Errichtung des Aussichtsturms zählten auch der Bau der Zufahrtsstraße zur Hohen Bracht und der Verbindungsstraße Bilstein – Altenhundem zu den wichtigen Beschäftigungsmaßnahmen in der wirtschaftlichen Notzeit 1926 bis 1928. Eine denkmalgeschützte rechteckige Stele aus Sandstein an der Hohe-Bracht-Straße in Bilstein erinnert daran (siehe auch Liste der Baudenkmäler in Lennestadt Denkmal Nr. 9). Die Straße Bilstein-Altenhundem verbindet auch das Hundem- mit dem Veischedetal.
Die Ausschreitungen gegen die Juden in der NS-Zeit richteten sich im Jahre 1938 gegen die Angehörigen der Familien Neuhaus und Winter. Hieran erinnern Stolpersteine, siehe auch den Beitrag Lennestadt. Aus der katholischen Pfarrgemeinde verloren mehr als 145 Soldaten ihr Leben, im Sterberegister der evangelischen Gemeinde sind 11 Gefallene verzeichnet. Nach einer Statistik aus August 1945 wurden von 390 Wohnhäusern (Stand 1939) 26 Häuser völlig zerstört, 45 wurden schwer beschädigt und 111 Gebäude mittelmäßig bis leicht.

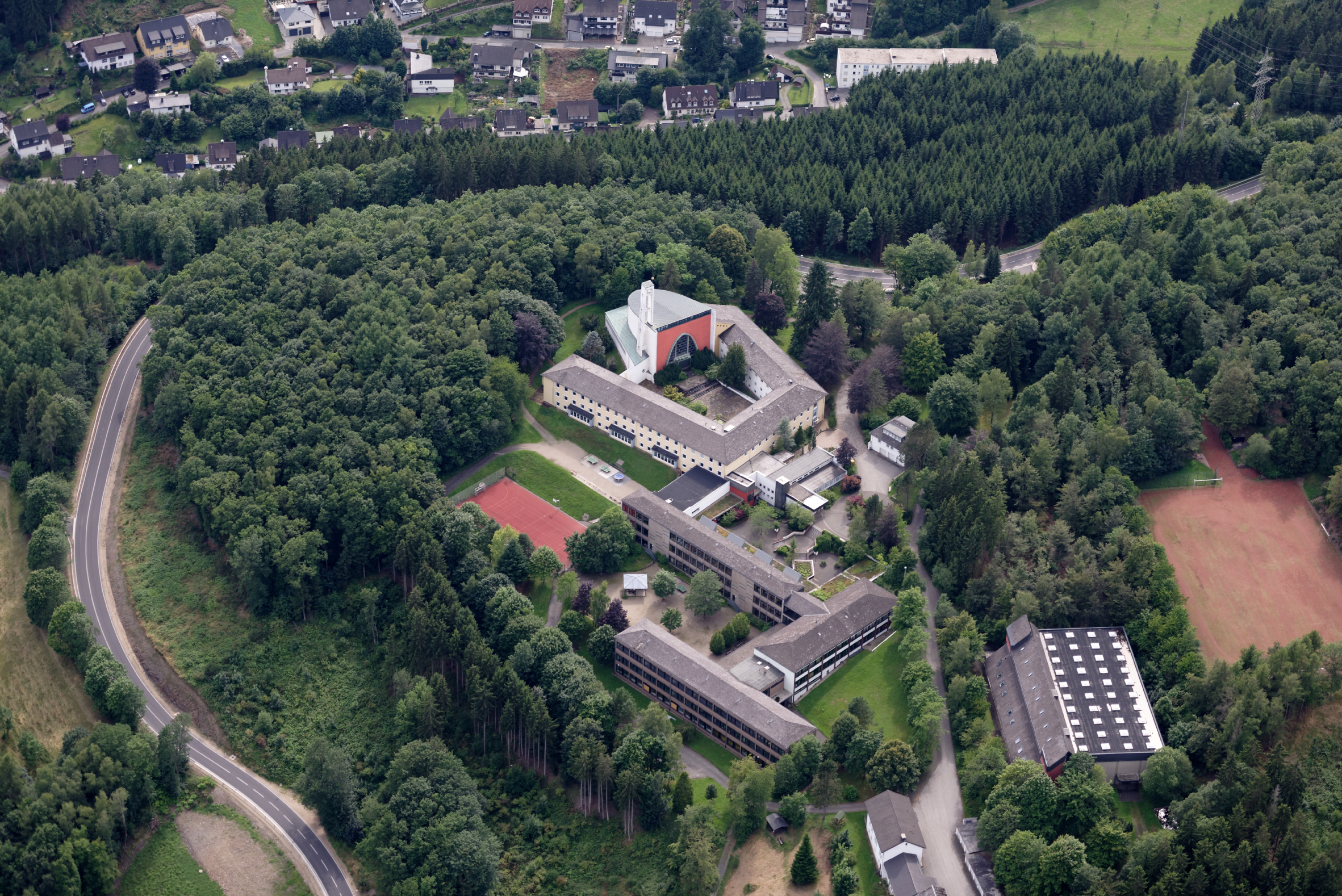
Luftbild Kloster und Gymnasium Maria Königin (errichtet 1957/58)

Am 2. April 1946 verließen die Besatzungstruppen Altenhundem, die beschlagnahmten Wohnhäuser und sonstigen Gebäude (z. B. Sauerlandhalle und Fabrik Tobüren) wurden freigegeben. Ein wichtiger Neubeginn auf kulturellem Gebiet war die Gründung eines Kulturrings mit der späteren bzw. heutigen Bezeichnung „Kulturgemeinschaft Hundem-Lenne“; auf dem Programm stehen Gastspiele namhafter Tournee-Theater. Im Zuge des wirtschaftlichen Aufschwungs erreichte Altenhundem im Oktober 1948 bereits 4488 Einwohner.
In den Jahren 1957/58 wurde das Kloster Maria Königin durch den Orden der „Missionare von der heiligen Familie“ errichtet. Aus der mit dem Kloster verbundenen Missionsschule ging 1967 das heute unter privater Trägerschaft geführte Gymnasium Maria Königin hervor (siehe Hauptbeitrag Kloster und Gymnasium Maria Königin).
Am 1. Juli 1969 wurde Altenhundem im Zuge der Gebietsreform im Kreis Olpe ein Ortsteil der neu gegründeten Stadt Lennestadt. Der Vorschlag des Kreistags hatte zunächst vorgesehen, nach der kommunalen Neuordnung ein Amt Lennestadt mit den weitgehend selbstständigen Gemeinden Altenhundem, Grevenbrück und Kirchhundem zu erhalten. Diese Lösung fand im Landtag aber keine Mehrheit. Als größter Ortsteil erhielt Altenhundem den Verwaltungssitz der neu gegründeten Stadt.
Die Folgeabschnitte enthalten weitere geschichtliche Daten zu den beiden Kirchengemeinden, öffentlichen Einrichtungen sowie den städtebauliche Maßnahmen nach der Gebietsreform im Jahr 1969.

## Öffentliche und karitative Einrichtungen

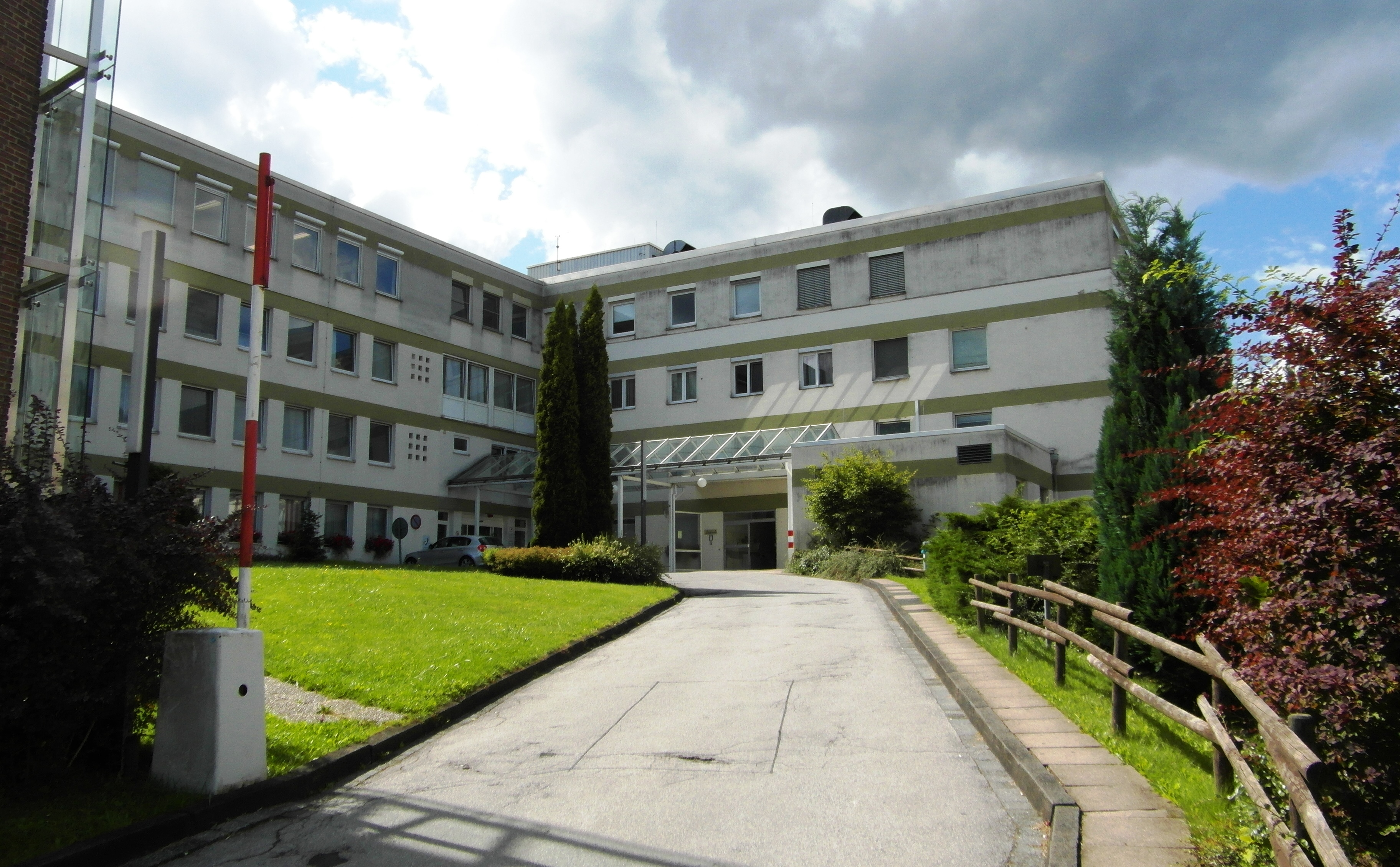
Haupteingang St.-Josefs-Hospital

In Altenhundem befindet sich das in den 1970er-Jahren nach der Gebietsreform in Nordrhein-Westfalen erbaute Rathaus der neu gebildeten Stadt Lennestadt.
Weiterhin gibt es im Ort ein Krankenhaus, das St.-Josefs-Hospital. Mit dem Gymnasium der Stadt Lennestadt und einer Berufsschule, die ein Zweig des Berufskollegs Olpe ist, gibt es hier auch ein Angebot an weiterführenden Schulen. Im Kloster Maria Königin oberhalb des Ortes wird dieses Angebot durch ein privates Gymnasium ergänzt. An der Ruhr-Sieg-Strecke befindet sich der neu gestaltete Bahnhof Lennestadt-Altenhundem.
Als eines der ersten Hospize dieser Art in Deutschland wurde 1991 von Vertretern des Sozial- und Gesundheitswesens und der Kirchen das von einem Verein getragene St.-Elisabeth-Hospiz eingerichtet. Die Mitarbeiter des Hospizes begleiten sterbenskranke Menschen (unabhängig von deren Religion) und sorgen gemeinsam mit Therapeuten, Ärzten und Seelsorgern für eine bestmögliche Lebensqualität bis zu deren Lebensende.

## Religion

### Katholische Kirche

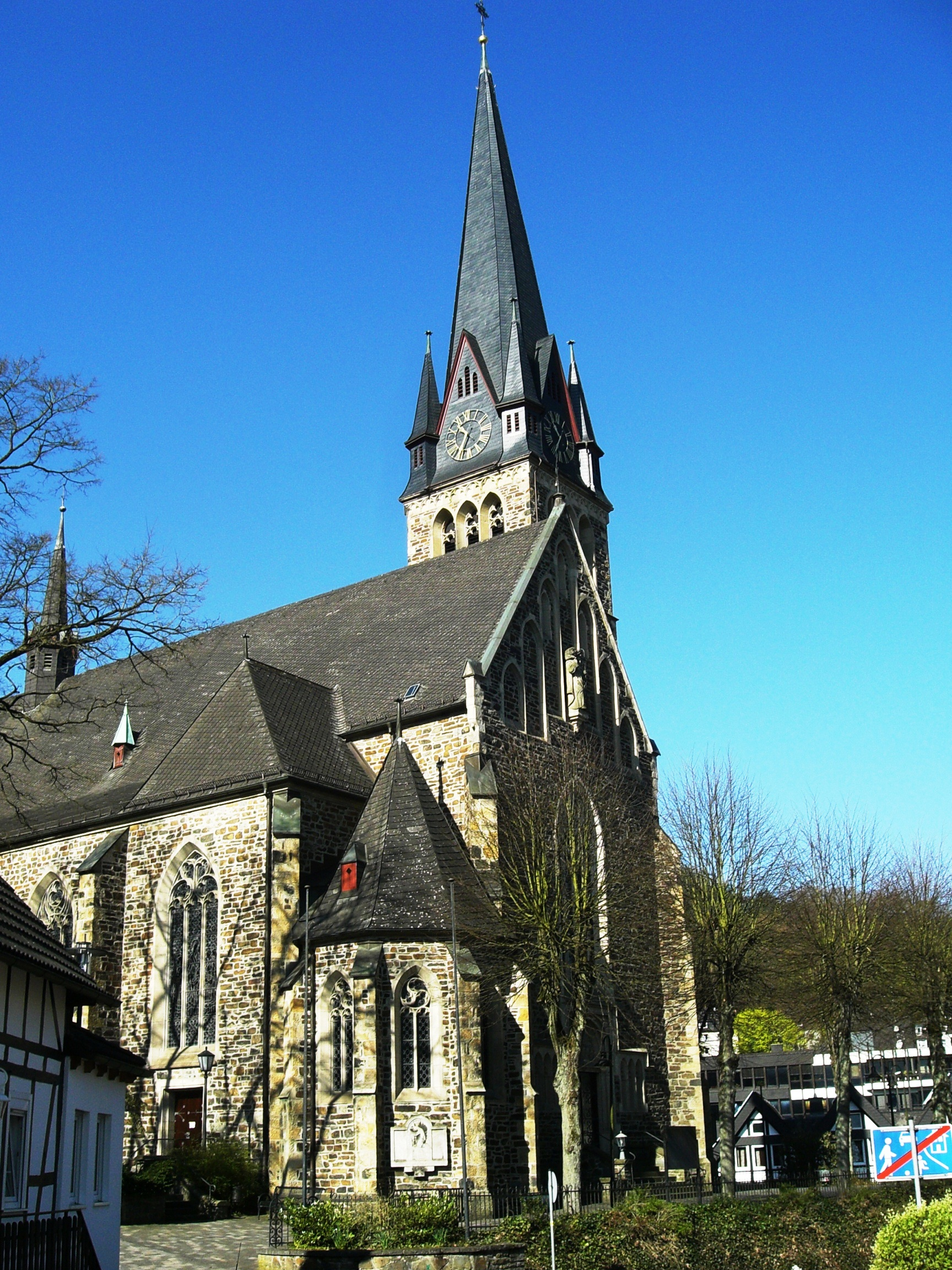
Außenansicht St. Agatha

Seit 1893 ist Altenhundem eine eigenständige Pfarrei. Im Ortskern befindet sich die katholische Kirche Sankt Agatha, die nach Plänen des Mainzer Dombaumeisters Ludwig Becker erbaut wurde. Im Juli 1900 erfolgte die Grundsteinlegung für den dreischiffigen Bau im Stil der Neugotik, am 23. September 1901 wurde die Kirche von Bischof Wilhelm Schneider geweiht. Im Altar befinden sich Reliquien der Heiligen Cosmas und Damian. Beim Blick in den Chorraum fällt der neugotische Klappaltar ins Auge. Bei geschlossenem Zustand sind oben die Apostelfürsten Petrus und Paulus zu sehen, darunter befinden sich Abbildungen von Heiligen u. a. der Kirchenpatronin St. Agatha. Bei aufgeklappten Flügeln erkennt man Reliefs mit alt- und neutestamentlichen Szenen.
Umfangreich renoviert wurde St. Agatha im Jahr 2010. Die Arbeiten vollstreckten sich von einer Neugestaltung des Innenanstrichs, der Erneuerung der Lautsprecheranlage, der Ausbesserung der Fußböden im Mittelschiff bis hin zur Reinigung und Intonierung der Orgel. Die auffälligste Änderung ist die Schaffung einer neuen Agatha–Kapelle im hinteren Bereich der Kirche, die etwa 60 Personen Platz bietet. Eine künstlerisch gestaltete Glaswand trennt den Bereich der Kapelle vom übrigen Kirchenraum ab.

### Evangelische Kirche

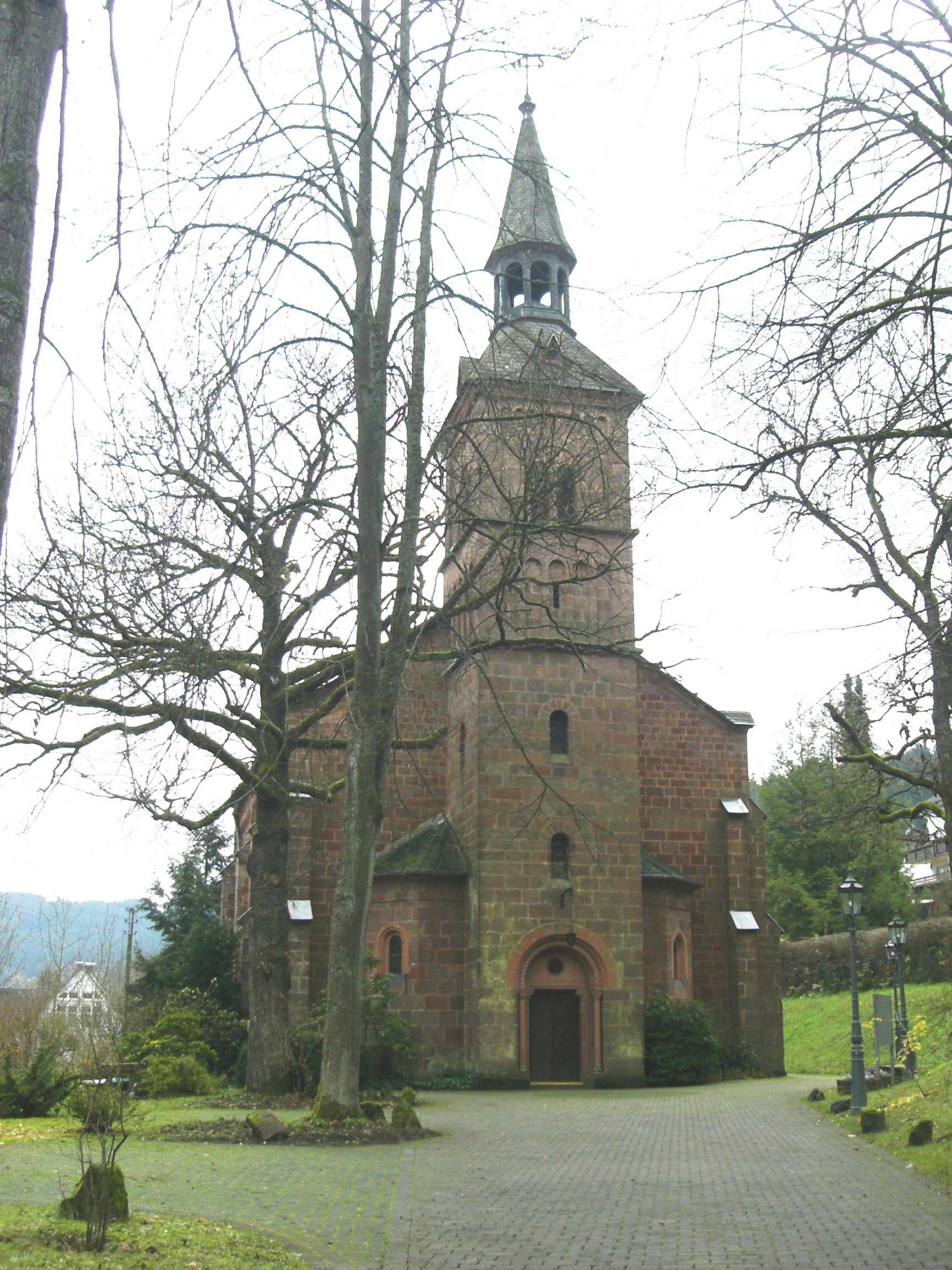
Evangelische Kirche in Altenhundem

Mit dem Bau der Ruhr-Sieg-Bahn kamen auch evangelische Eisenbahner- und Unternehmerfamilien aus dem Siegerland und aus Hessen u. a. in das Gebiet von Altenhundem, Meggen und Maumke. Nachdem im Jahr 1861 der zuvor gegründete Kirchenverein Meggen-Grevenbrück zu einer eigenen Filialgemeinde aufgestiegen war, konnte am 29. Juni 1867 der Grundstein für eine neue Kirche gelegt werden, die Einweihung erfolgte am 26. November 1868.
Anlässlich des 100-jährigen Kirchweihjubiläums wurden 1968 erneut umfassende Renovierungsarbeiten und im Innenraum verschiedene Veränderungen nach Entwürfen des Architekten Wolfgang Kreuter vorgenommen, die der Kirche das heutige Aussehen geben. Seit 1987 steht die Kirche unter Denkmalschutz, sie gehört heute zur evangelischen Kirchengemeinde Lennestadt-Kirchhundem. Nähere Einzelheiten zur Geschichte enthält der Beitrag Lennestadt (Unterabschnitt Religion).
Weiterhin befindet sich in der Lindenstraße das Gotteshaus der Neuapostolischen Kirche.

## Wirtschaft und Infrastruktur

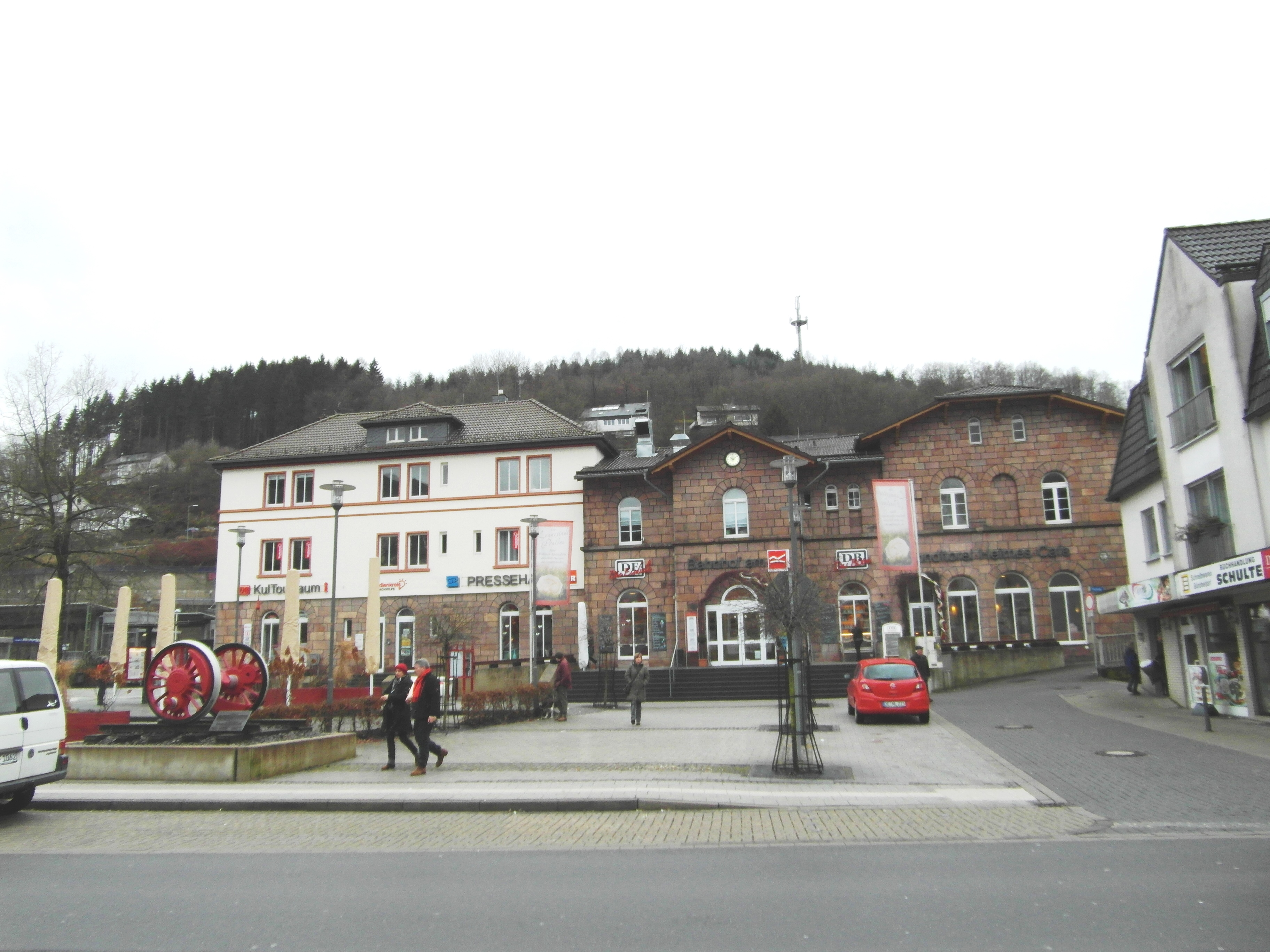
Renovierter Bahnhof und Bahnhofsvorplatz (Ansicht Februar 2015)

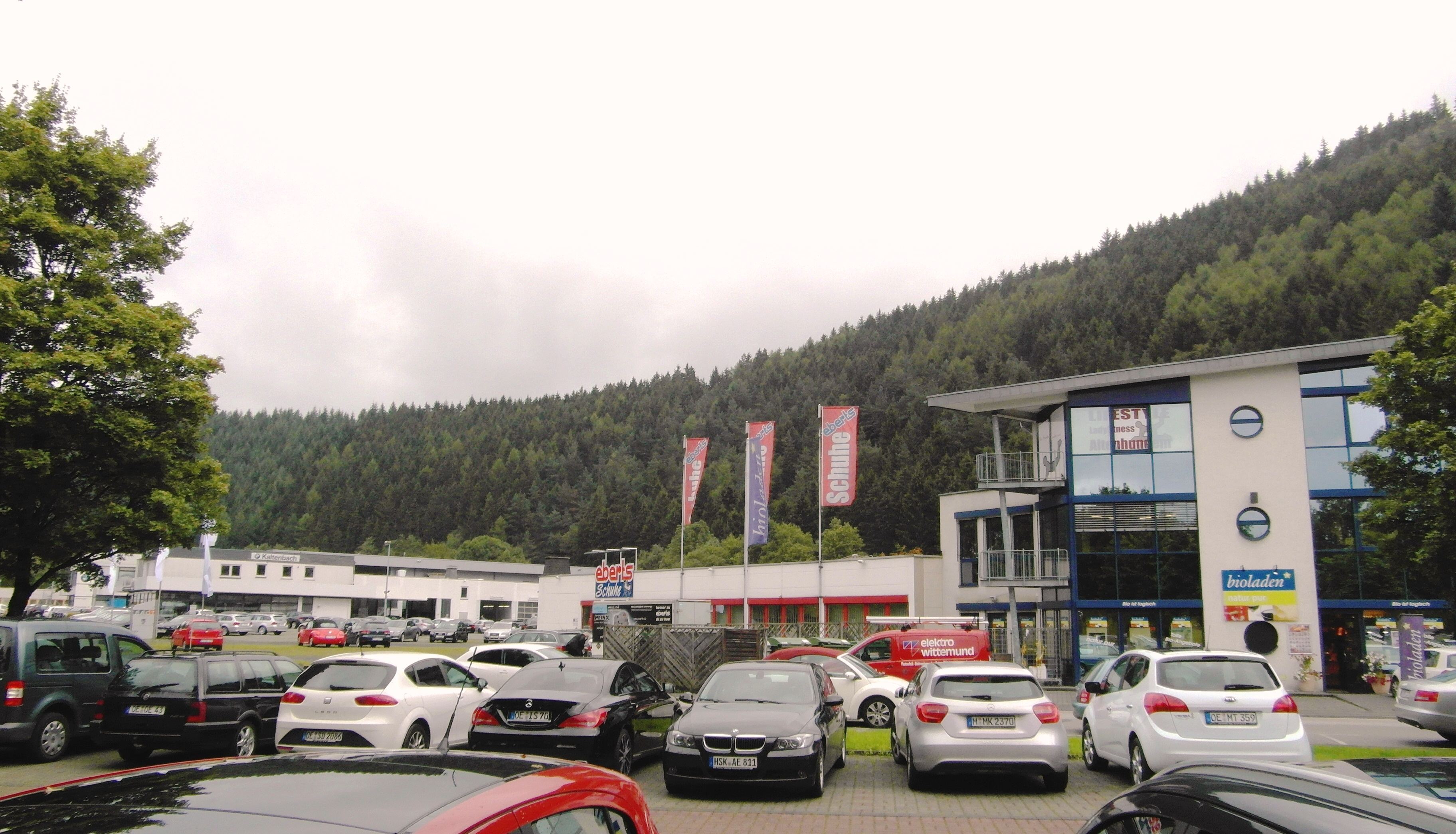
Gewerbegebiet Wigey (Teilansicht 2014)

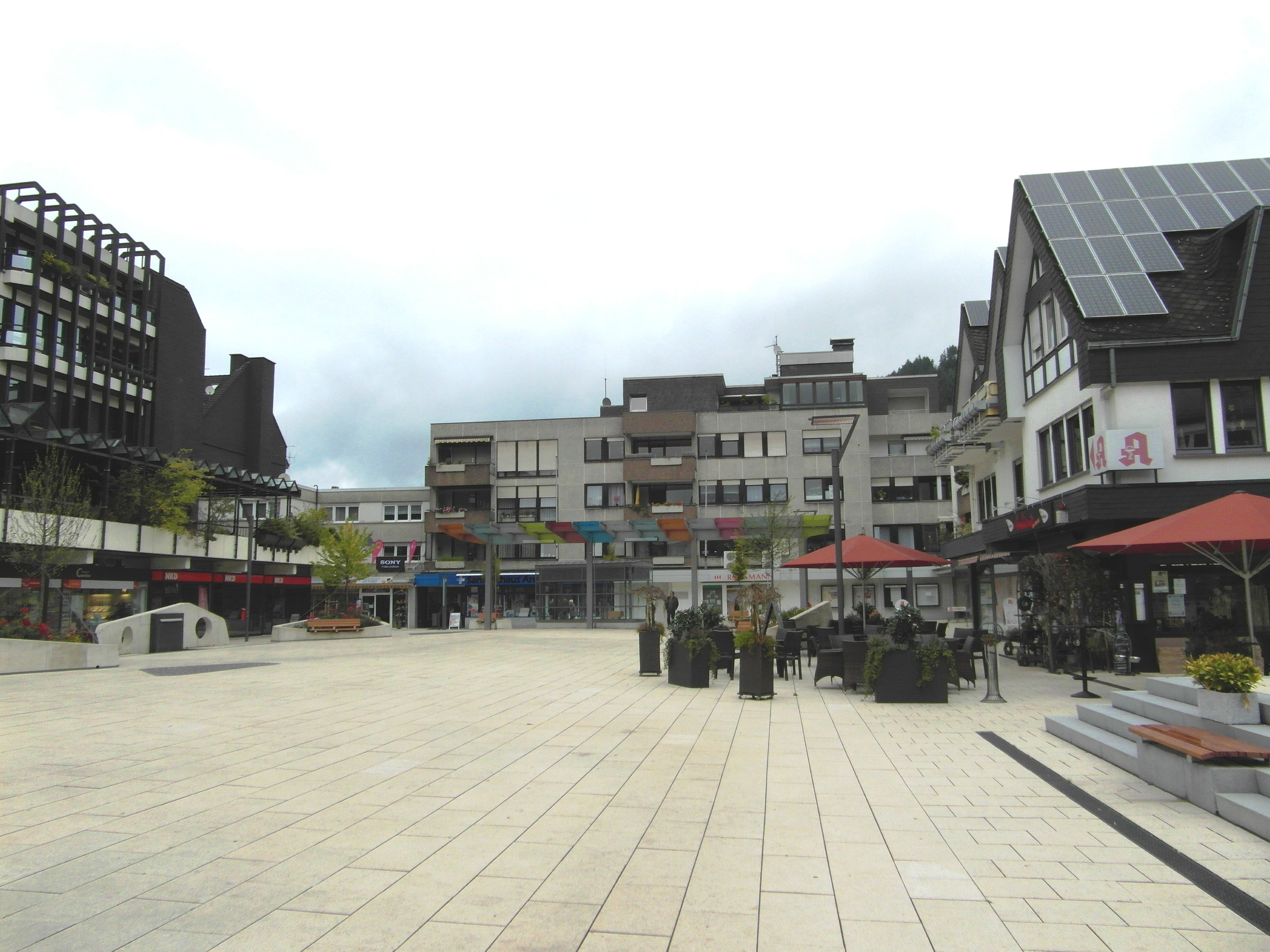
Neu gestalteter Marktplatz (Teilansicht 2014)

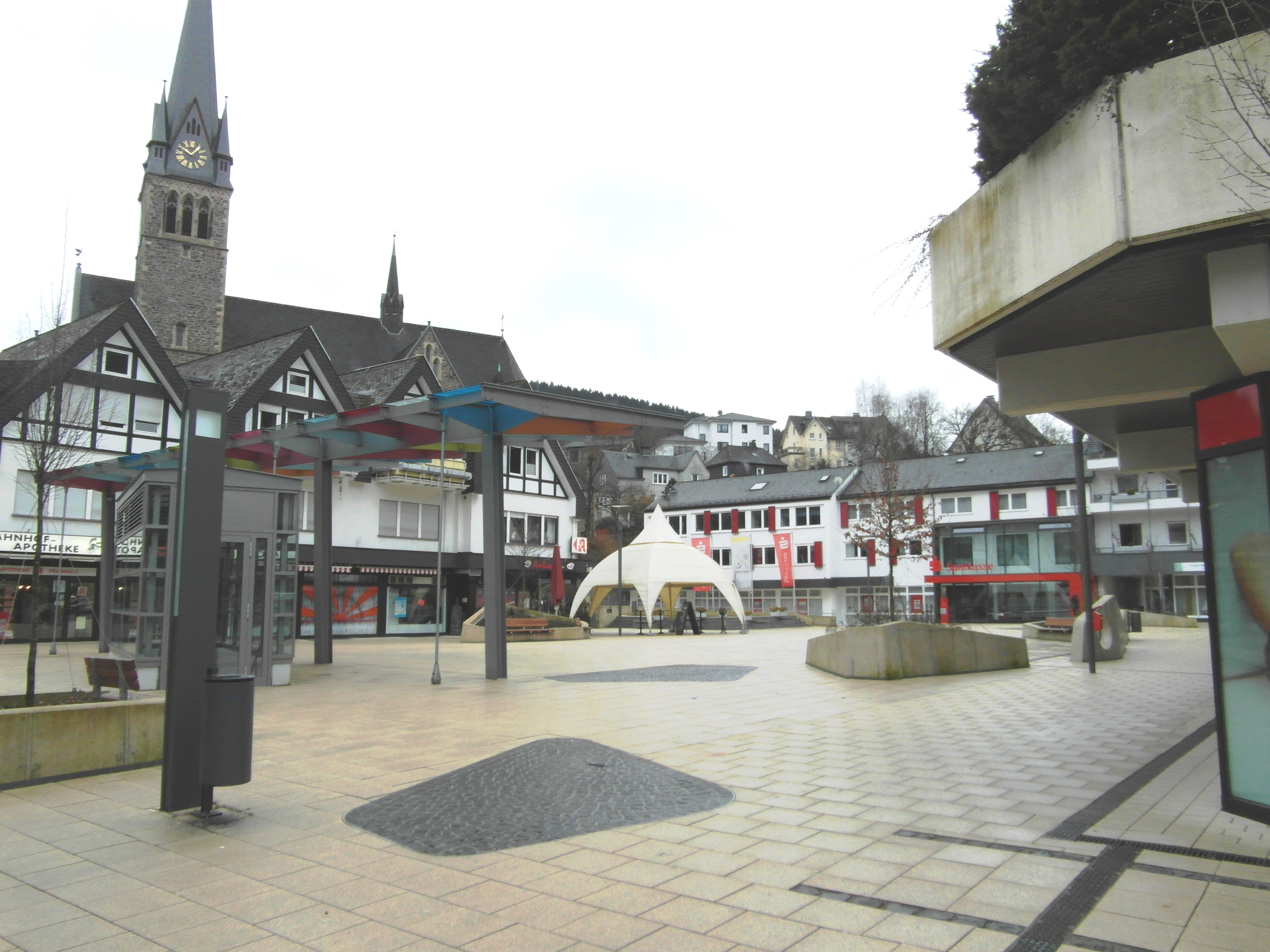
Neu gestalteter Marktplatz (Teilansicht mit Blick auf die Pfarrkirche)

Im Ortskern gibt es ein reichhaltiges Angebot an Einkaufsmöglichkeiten, das den zentralen Charakter des Ortes unterstreicht. Im Oktober 2007 wurde auf einem stillgelegten Teil des umfangreichen Bahngeländes ein neues Einkaufszentrum, das Hundem-Lenne-Center, eröffnet. Altenhundem verfügte außerdem neben einem Multiplexkino in Olpe und dem Attendorner JAC lange Zeit über das einzige Kino im Kreisgebiet.
Das Empfangsgebäude des Bahnhofs Lennestadt-Altenhundem wurde 2003 von der Stadt gekauft und saniert. Seit Ende 2007 sind die Bahnsteige barrierefrei zugänglich. Im Jahr 2012 wurde der Bahnhof als Wanderbahnhof ausgezeichnet. Als erster Bahnhof in Südwestfalen erhielt der Bahnhof Lennestadt-Altenhundem im Jahr 2013 eine Auszeichnung durch den Verkehrsclub Deutschland als „kundenfreundlicher Bahnhof“.
Außerdem verlaufen die Bundesstraßen 236 (Lennetal) und 517 (Hundemtal) durch Altenhundem.
Höhepunkt des gesellschaftlichen Lebens ist wie in vielen Ortschaften des Sauerlandes das Schützenfest jedes Jahr am zweiten Wochenende im Juli, das mit einer Kirmes auf dem Platz vor der Schützenhalle verbunden ist.
Im Zuge der Umgestaltung des Ortes zum Mittelpunkt von Lennestadt wurden in dem Zeitraum 1969–1990 viele, teilweise auch für das Sauerland typische Fachwerkhäuser abgerissen, um Platz für das Rathaus und neue Geschäftshäuser zu schaffen. Dadurch hat der Ort seinen dörflichen Charakter verloren. Als eines der wenigen erhaltenen Fachwerkhäuser gelten Müllers Mühle von 1721, die 2002 restauriert wurde, und die Alte Schmiede.
In dem ortskernnahen Gebiet Am Wigey entstand ab 1980 ein Gewerbegebiet mit derzeit 14 Betrieben. Ein weiteres gewerbliches Areal konnte auf dem Gelände des früheren Bahnbetriebswerkes errichtet werden, seit 1994 siedelten sich hier 16 Betriebe an (Stand jeweils August 2009). Die im Rahmen des Projekts LenneSchiene geförderte Erneuerung des Marktplatzes und Sanierung der Tiefgarage konnten im Mai 2014 abgeschlossen werden.

## Bekannte Personen
- Heinrich Cordes (* 10. Oktober 1852 in Altenhundem; † 24. April 1917 in Berlin), Königlicher Regierungsrat und Geheimrat in Berlin, Schachkomponist und Dichter
- Wilhelm Schneider-Didam (* 14. Mai 1869 in Altenhundem; † 5. April 1923 in Düsseldorf), Porträtmaler der Düsseldorfer Schule
- Johannes Cordes (* 18. Mai 1873 in Altenhundem; † 1. März 1926 in Paderborn), Domorganist zu Paderborn und Komponist
- Wilhelm Arnoldi (* 30. Dezember 1884 in Siegen; † 18. April 1965 in Altenhundem), 1888 umgesiedelt nach Altenhundem, Ministerialdirektor und Initiator des Aussichtsturms Hohe Bracht
- Johanna Braach (* 16. Mai 1907 in Altenhundem; † unbekannt), Kriminalobersekretärin in der Zeit des Nationalsozialismus, Mitarbeiterin in der „Reichszentrale zur Bekämpfung der Jugendkriminalität“ und stellvertretende Leiterin des Mädchenkonzentrationslagers Uckermark
- Helmut Körschgen (* 1923; † 18. August 2002), Laienschauspieler, durch die Helge-Schneider-Filme Texas – Doc Snyder hält die Welt in Atem und 00 Schneider – Jagd auf Nihil Baxter bekannt, auf dem katholischen Friedhof von Altenhundem begraben
- Paul Schmidt (* 1. Mai 1922 in Altenhundem; † 2. September 1994), Ingenieur und Erfinder, Gründer der Unternehmen Tracto-Technik und Rayonex Biomedical GmbH
- Harald Skorepa (* 1952), deutscher Musiker, Multiinstrumentalist, Sänger, Songschreiber, Psychotherapeut und Autor
- Dieter Wild (* 10. Januar 1931 in Altenhundem; † 13. April 2019 in Uelzen), Journalist und stellvertretender Chefredakteur beim Nachrichtenmagazin Der Spiegel

## Panoramablick auf Altenhundem

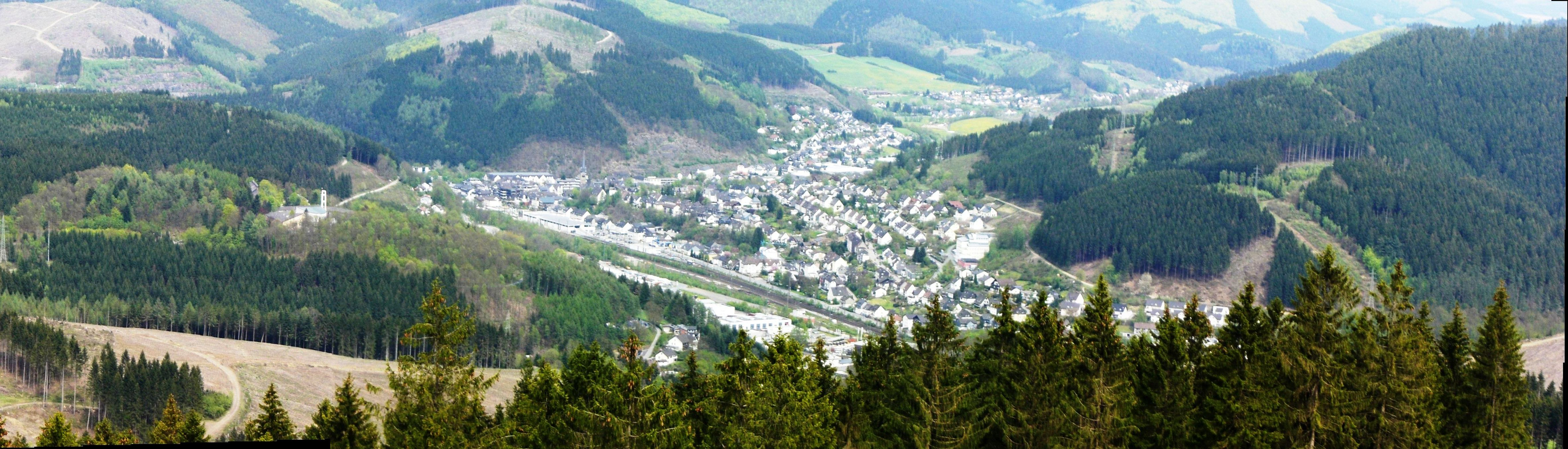
Blick auf Altenhundem vom Turm der Hohen Bracht, links Kloster Maria Königin